# Caso fiscal de Liechtenstein de 2008

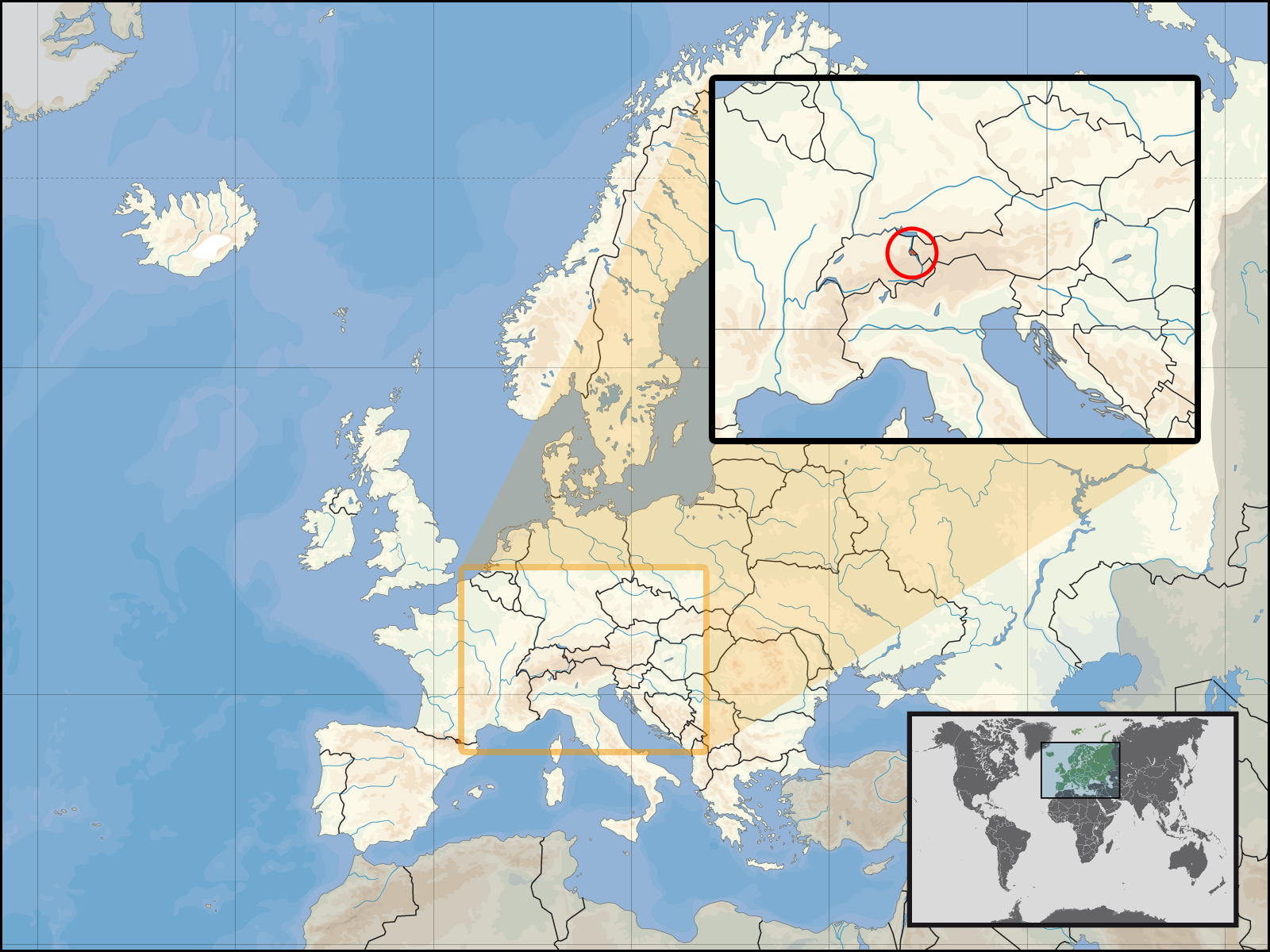
Ubicación de Liechtenstein.

El caso fiscal de Liechtenstein de 2008 es una serie de investigaciones fiscales en numerosos países cuyos gobiernos sospechan que algunos de sus ciudadanos pueden haber evadido obligaciones fiscales mediante el uso de bancos y fideicomisos en Liechtenstein; el caso estalló con el mayor complejo de investigaciones jamás iniciado por evasión fiscal en la República Federal de Alemania. También se considera un intento de presionar a Liechtenstein, uno de los paraísos fiscales que aún no cooperan, identificado por la lista negra del Grupo de Acción Financiera Internacional (GAFI) sobre el lavado de dinero de la Organización para la Cooperación y el Desarrollo Económicos con sede en París, junto con Andorra y Mónaco, en 2007.

## Antecedentes
Millones de euro s pertenecientes a cientos de ciudadanos residentes en Alemania fueron canalizados al Banco LGT y otros bancos de Liechtenstein, aprovechándose de fideicomiso s con sede en Liechtenstein para evadir el pago de impuestos en Alemania. Según la Fiscalía, estos fideicomisos «se crearon aparentemente sólo para evadir el pago de impuestos». Según la ley de Liechtenstein, estos fideicomisos permiten separar los activos monetarios de sus propietarios y se mantienen de forma anónima. A diferencia de los fideicomisos de la mayoría de los demás países, los fideicomisos de Liechtenstein pueden revocarse en cualquier momento y los activos se devolverán al propietario. Además, a dichos fideicomisos, así como a las entidades ficticias que los mantienen, sólo se les cobra un 0,1% (un mínimo de 1000 francos suizos) anualmente. Por ello, Liechtenstein es considerado un paraíso fiscal.

## Investigaciones

### Alemania
Según la Fiscalía principal de delitos económicos de Bochum, que cuenta con el apoyo de las fiscalías de otras ciudades y de la policía criminal, en la actualidad hay entre 600 y 700 personas sospechosas en las investigaciones. Además, se han emitido órdenes de allanamiento. Aún no se ha emitido una confirmación oficial sobre el número total de sospechosos y la cantidad de dinero involucrado. Según los fiscales, las investigaciones actuales aportan «un nivel de pruebas muy elevado».
El asunto se conoció el 14 de febrero de 2008, cuando se realizó un allanamiento contra Klaus Zumwinkel, el director ejecutivo de Deutsche Post AG, bajo la sospecha de que evadió alrededor de 1 millón de euros (1,46 millones de dólares estadounidenses) en impuestos. Presionado por el gobierno, Zumwinkel dimitió de su cargo. De la misma manera, se ha estado investigando a varios otros individuos durante meses, y la apariencia de que los más adinerados tienen formas y medios para evadir las leyes fiscales alemanas ha provocado quejas sobre la desigualdad.
Según un informe del Süddeutsche Zeitung, Heinrich Kieber, técnico informático de un banco, vendió un CD con información bancaria incriminatoria al Bundesnachrichtendienst (BND, en español: Servicio Federal de Inteligencia), que entregó el material a la oficina de investigación fiscal de Wuppertal. Kieber recibió 4,2 millones de euros del Ministerio Federal de Finanzas por los datos en los que se basa la investigación. Ante amenazas de muerte, el informante se encontraba escondido en 2008 y había pedido protección policial. En ese momento, Kieber era buscado por la Interpol. Kieber declararía más tarde que los servicios secretos de varios países, incluida Alemania, le habían proporcionado una nueva identidad y lo estaban protegiendo.
Se llevaron a cabo numerosas redadas en Hamburgo, Múnich, Frankfurt y otras ciudades. Se registraron varios bancos, entre ellos el Bankhaus Metzler, el banco Hauck & Aufhäuser, el Dresdner Bank, la UBS de Múnich y el Berenberg Bank de Hamburgo. Mientras tanto, las oficinas de Hacienda también han observado un mayor número de autoincriminaciones voluntarias (lo que permitirá evitar o reducir los daños punitivos) por posibles evasiones fiscales por parte de personas con activos financieros en Liechtenstein.
Aunque la BND recibió los datos en 2006, el Grupo LGT indicó que en 2002 se había robado información secreta, pero que el informante había sido capturado y juzgado en 2003 y que todo el material había sido devuelto.

### Estados Unidos
El informante también habría vendido datos al gobierno de Estados Unidos. Después de que se destapara el caso, el senador Carl Levin, presidente de un comité de investigación del Senado, indicó su intención de investigar hasta qué punto los ciudadanos estadounidenses han utilizado el banco LGT para evadir impuestos. En julio de 2008, el Subcomité de Estados Unidos determinó que los paraísos fiscales offshore privaban a los contribuyentes estadounidenses de 100 000 millones de dólares al año. Se mencionaron específicamente el UBS AG de Suiza y el Grupo LGT de Liechtenstein. El informe indica que el Grupo LGT contribuyó a una «cultura de secretismo y engaño». Según el informe, UBS tiene 1000 cuentas declaradas frente a 19 000 que no están declaradas al IRS. El informe recomendó una serie de medidas, entre ellas regulaciones más estrictas para las instituciones financieras.

### Finlandia
Según el banco LGT, unos 20 finlandeses habrían evadido impuestos en Finlandia a través de cuentas con fondos depositados entre 50 y 60 millones de euros. Este fue el mayor caso de evasión fiscal conocido en Finlandia. La mayoría de los nombres son secretos. Según Helsingin Sanomat, en septiembre/octubre de 2013 las cuentas en paraísos fiscales de Liechtenstein incluían fondos de Casimir Ehrnrooth (véase YIT, Jaakko Pöyry y el Plan Guggenheim de Helsinki), Bertel Paulig (café, especias) y propietarios de una empresa de construcción en Turku.
Diecisiete finlandeses pagaron impuestos adicionales por un total de 10 millones de euros. Los contribuyentes iniciaron acciones ante el Tribunal Administrativo. Las decisiones no son públicas. Según la legislación finlandesa, el coste de los impuestos ocultos puede llegar al 30%. En dos casos expuestos a los periodistas el Tribunal Administrativo actuó pagando un tipo de interés del c. 1%. En un caso los fondos ocultos ascendieron en total a 483 000 € y el impuesto adicional pagado fue de 4350 €. Además de esto, los contribuyentes deben pagar los impuestos eludidos y un interés de los fondos fiscales no pagados a tiempo. Según el Tribunal Supremo Administrativo de Finlandia, no es posible ningún otro procedimiento legal más que la recaudación del impuesto oculto y su tasa de interés del 1%.

### Otros países
El 24 de febrero de 2008 se hizo evidente que también se había vendido información bancaria secreta a las autoridades fiscales británicas y que alrededor de 100 personas en el Reino Unido corren el riesgo de ser investigadas por evasión fiscal. El informante también proporcionó datos a los gobiernos de Australia, Canadá y Francia. El 26 de febrero se supo que el gobierno alemán estaba dispuesto a compartir datos relevantes de las aproximadamente 4.500 cuentas con otros gobiernos; dos tercios de estas cuentas pertenecen a cuentas de personas o entidades no alemanas. Las autoridades fiscales de Irlanda, Dinamarca, Bélgica, Finlandia, Grecia, Italia, Países Bajos, Noruega y Suecia manifestaron interés. Los gobiernos de la República Checa y España también han anunciado investigaciones derivadas de la lista de Alemania. Sin embargo, hasta el momento la India no ha considerado la oferta de Alemania a pesar de los informes que indican que muchos ciudadanos indios ricos podrían tener cuentas en el banco.
En febrero de 2008, The Wall Street Journal informó que el informante probablemente vivía en Australia. En 2011, Time confirmó que había estado viviendo en el país hasta 2010-2011, estando bajo la protección de los servicios secretos de varios países. Después de ser encontrado por periodistas en Australia, se mudó a un nuevo lugar desconocido.

## Secuelas

### Primeras reacciones
El principado de Liechtenstein se ve directamente afectado por este asunto, ya que el banco LGT es propiedad de la familia principesca reinante de Liechtenstein. El asunto eclipsó la visita previamente planeada de Otmar Hasler, el primer ministro de Liechtenstein, a Berlín el 19 de febrero de 2008, para reunirse con el ministro de Finanzas, Peer Steinbrück, y la canciller, Angela Merkel. Merkel pidió ayuda en la investigación y cooperación en la prevención de la evasión fiscal, señalando que Liechtenstein proporcionó algunos datos al Servicio de Impuestos Internos de los Estados Unidos, pero no al Ministerio de Finanzas alemán.
El periódico Die Welt calificó el suceso como una «crisis gubernamental». El regente de Liechtenstein, Luis, príncipe heredero de Liechtenstein, calificó las investigaciones como un «ataque» a Liechtenstein por parte de la República Federal y está considerando soluciones legales. El gobierno alemán ha sido criticado por trabajar con datos bancarios secretos que fueron robados por el informante. El fiscal jefe de Liechtenstein, Robert Wallner, ha iniciado un proceso penal contra «autores desconocidos por violación de secretos empresariales en beneficio de un país extranjero». Además, dos abogados de Berlín presentaron demandas contra el BND y el gobierno federal, alegando, entre otras cosas, «infidelidad al contribuyente» y «espionaje de datos».
El gobierno alemán, por su parte, está considerando una acción internacional coordinada: según fuentes internas del Ministerio de Finanzas, Liechtenstein supuestamente vive «en buena parte del negocio de la evasión fiscal». El gobierno podría considerar una serie de posibles acciones: Liechtenstein está a punto de unirse al Acuerdo de Schengen, lo que eliminaría sus controles fronterizos hacia Austria, y se requiere el consentimiento de Alemania; Alemania podría imponer tasas a las transferencias de moneda, aplicar impuestos a las actividades comerciales de sus ciudadanos en Liechtenstein y exigirles que demuestren que sus actividades allí son legítimas. Además, cuenta con el apoyo de otros gobiernos que también sienten el aguijón de la evasión fiscal.
También en Alemania se han planteado dudas sobre la legalidad interna del asunto. Se han expresado preocupaciones de que las acciones tomadas por el BND estaban fuera del ámbito de seguridad nacional (y constitucional) de la agencia, y la atención también se ha centrado en el debate ético más amplio sobre si el BND estaba justificado al pagar un soborno de 4 millones de euros a un funcionario bancario en un país extranjero (con financiación y aprobación tanto de la cancillería alemana como del Ministerio de Finanzas). En marzo de 2009, Alemania anunció que no concedería asistencia judicial a Liechtenstein en el procesamiento del presunto autor, alegando que el orden público prevalece sobre su deber de hacerlo en virtud del Acuerdo Europeo de Asistencia Judicial Mutua.

### Tratados fiscales
Liechtenstein ha iniciado negociaciones con varios países para tratar cuestiones de evasión fiscal. En 2009 llegó a un acuerdo con el Reino Unido que permitiría a los cerca de 5000 clientes británicos de bancos de Liechtenstein que tienen en su nombre cuentas secretas por valor de entre 2000 y 3000 millones de libras esterlinas exonerar a las autoridades fiscales británicas con una multa significativamente reducida. El acuerdo abriría los bancos de Liechtenstein a una mayor transparencia, pero sigue siendo controvertido en el país; algunos bancos temen que los clientes simplemente trasladen su dinero a otra parte.